# Institut tadjik des langues Oulougzod

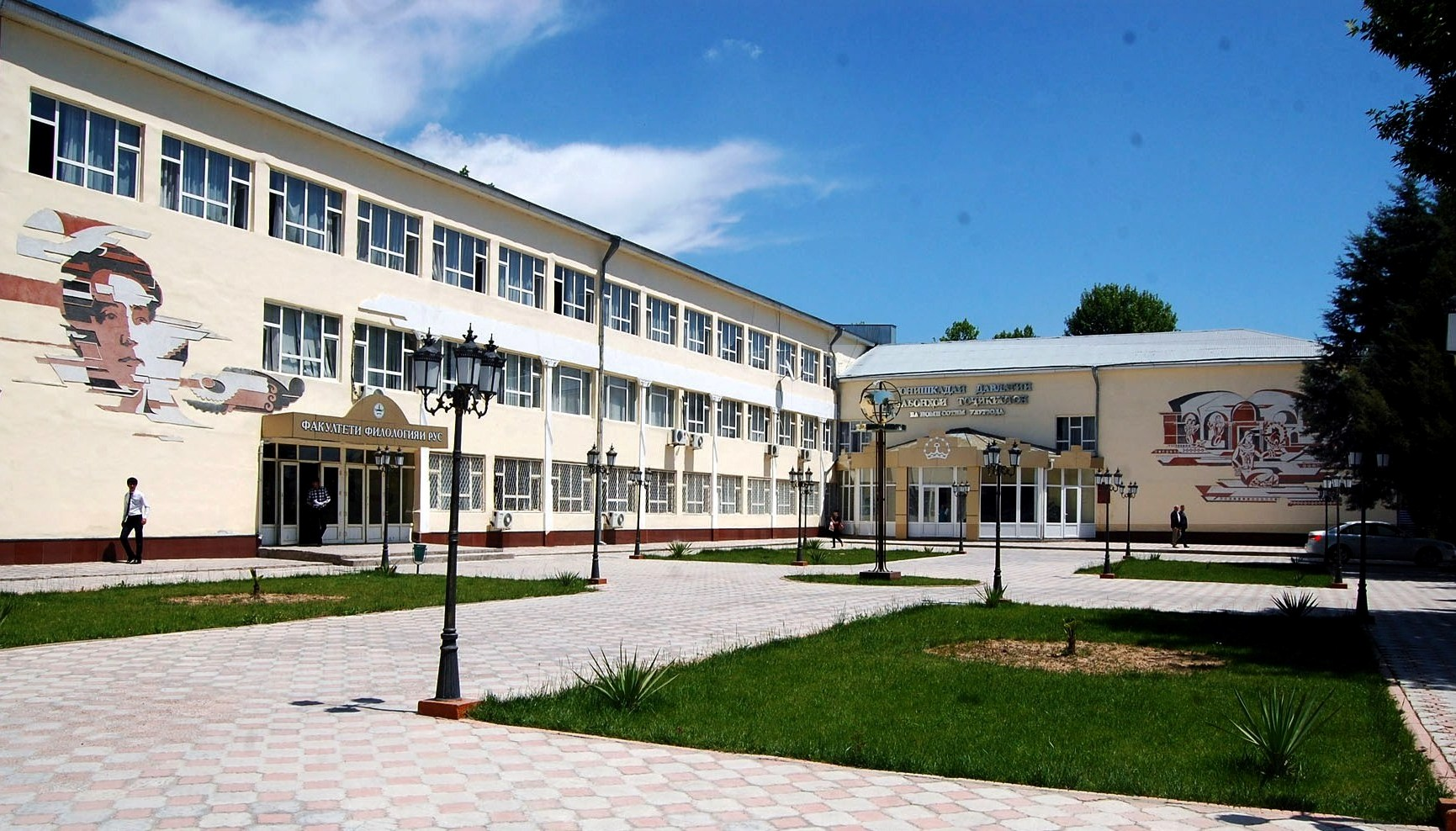
Vue de l'institut en 2013

L'institut tadjik des langues Oulougzod (Донишкадаи давлатии забонҳои Тоҷикистон ба номи Сотим Улугзода) est un établissement d'enseignement supérieur situé à Douchanbé (capitale du Tadjikistan), spécialisé dans l'étude et l'apprentissage des langues étrangères. Cet institut d'État accueille plus de deux mille étudiants et 195 enseignants (en 2012). Son recteur est le docteur Radjabzoda Makhmadoullo, succédant au professeur Khourcheddjon Makhmoulovitch Ziyoïev. 

## Historique
L'institut a été fondé par un décret du conseil des ministres de l'URSS du 29 mai 1979, sous le nom d'institut d'État pédagogique tadjik de langue russe et de littérature (Таджикский государственный педагогический институт русского языка и литературы). Le conseil des ministres de la nouvelle république du Tadjikistan le renomme institut tadjik des langues, le 6 août 1992. Le nom de l'écrivain Sotim Oulougzod lui est rajouté en 2009, année où débute le degré d'aspirant au doctorat. Le diplôme de « baccalauréat » sanctionne la réussite de quatre années d'études.
Il existe trois instituts dans l'établissement: l'institut russe, l'institut coréen (depuis 2009) et l'institut iranien, quatre facultés et quinze chaires d'études.
L'institut collabore avec treize universités étrangères. Vis-à-vis du monde occidental, c'est surtout la collaboration avec l'Allemagne qui est la plus importante. L'arabe est enseigné depuis 2009 avec des étudiants bénéficiant d'un système de crédits.

## Facultés
L'institut dispose de quatre facultés:
- Faculté des langues romanes et germaniques avec les spécialités suivantes :
  - Anglais (en vue de la profession d'enseignant)
  - Anglais (en vue de la profession de traducteur)
  - Anglais (enseignement supérieur)
  - Communication interculturelle (enseignement de l'anglais, du tadjik et des relations politiques extérieures)
  - Allemand
  - Français
  - Linguistique et technologies d'information
- Faculté des langues orientales avec les spécialités suivantes :
  - Langue tadjike et littérature tadjike
  - Gestion des documents et de l'information
  - Philologie orientale (enseignement de l'arabe et de l'anglais)
  - Philologie persane (enseignement du persan et de l'anglais)
  - Chinois
  - Chinois et informatique en chinois
  - Japonais
  - Coréen
- Faculté de russe avec les spécialités suivantes :
  - Philologie russe (langue russe et littérature russe)
  - Langue russe et littérature russe en vue de la profession d'enseignant dans le système scolaire national tadjik
  - Langue russe et littérature en vue de la profession de traducteur
  - Langue russe dans l'enseignement primaire
  - Langue russe dans l'éducation préscolaire
  - Langue russe: soutien linguistique d'action juridique (le russe et le tadjik dans la jurisprudence générale)
- Faculté d'enseignement par correspondance
  - Littérature tadjike et langue tadjike
  - Gestion des documents et de l'information
  - Langue russe et littérature russe en vue de la profession d'enseignant dans le système scolaire national tadjik
  - Langue russe dans l'enseignement primaire
  - Langue russe dans l'éducation préscolaire